# PBS新聞一小時
《PBS新聞一小時》是美國公共廣播電視公司（PBS）製作的一個晚間新聞節目，每晚在其350多個成員台播出，以其對問題和時事的深入報導而聞名。工作日的節目時長一個小時，由朱迪·伍德拉夫主持；週末版的節目名為《PBS週末新聞》（PBS News Weekend），時長30分鐘，由傑夫·貝內特主持。節目在2013至2016年間由朱迪·伍德拉夫和格溫·艾佛主持，是美國第一檔也是唯一一檔兩名主播均為女性的晚間全國電視新聞節目。
節目由華盛頓特區的PBS附屬台WETA-TV製作，製作設施位於弗吉尼亞州阿靈頓縣，面向西部觀眾、線上觀眾和深夜版本的更新內容則在亞利桑那州立大學沃爾特·克朗凱特新聞和大眾傳播學院製作。節目也在舊金山和丹佛設有製作設施，並獲得舊金山附屬台KQED、聖路易斯附屬台KETC以及芝加哥附屬台WTTW的協作。2022年4月之前，週末的節目曾由紐約附屬台WNET製作，此後移交WETA-TV製作。
《PBS新聞一小時》於1975年10月20日開始播出，首任主播是羅伯特·麥克尼爾。節目在2013年9月7日推出週末版。

## 歷史

### 所有者
1981年9月7日，節目製作移交給羅伯特·麥克尼爾、吉姆·萊勒和甘尼特公司合辦的麥克尼爾/萊勒製作組（MacNeil/Lehrer Productions）。甘尼特在1986年售出其擁有的股份。1994年，約翰·C·馬龍擁有的自由媒體公司購入製作組67%的股份，成為大股東，但麥克尼爾和萊勒仍擁有節目編輯權。2014年，麥克尼爾、萊勒和自由媒體公司宣佈將麥克尼爾/萊勒製作組，以「新聞一小時製作有限責任公司」的名稱，作為非盈利機構捐贈給WETA-TV

### 《羅伯特·麥克尼爾報道》和《麥克尼爾/萊勒報道》（1975–1983）
1973年，前NBC新聞通訊員和時任PBS《華盛頓一周評論》主持人的羅伯特·麥克尼爾，與吉姆·萊勒組合，負責PBS對美國參議院水門事件聽證會的報道，報道前所未有地覆蓋了聽證會全程，他們因而獲得艾美獎。
這次獲獎促成了《麥克尼爾·萊勒報道》（The Robert MacNeil Report）的開播。該節目於1975年10月20日開播，是在WNET電視台播出的半小時地方新聞節目，每期節目深入報道一個事件。1975年12月1日開始，節目在全國各地的PBS附屬台播出，並在1976年9月6日更名為《麥克尼爾/萊勒報道》（The MacNeil/Lehrer Report）。節目一般採用雙主播、兩地錄制的模式，麥克尼爾在紐約報道，萊勒在弗吉尼亞州阿靈頓縣的WETA演播室報道。1978年，查萊恩·亨特-高特加入欄目組擔任通訊員，當麥克尼爾或萊勒有一人休假時，查萊恩則擔任代班主播，此後他在1983年擔任節目全國通訊員。

### 《麥克尼爾·萊勒新聞一小時》和《新聞一小時 主播：吉姆》（1983–2009）
在決定與ABC、CBS、NBC的晚間新聞節目競爭，而不是作為其補充後，節目在1983年9月5日起延長至一個小時，並更名為《麥克尼爾·萊勒新聞一小時》（The MacNeil/Lehrer NewsHour），形式有所改動，例如增加了「來自現場的紀實報道”。萊斯特·克里斯特爾成為欄目的第一名執行製作人。麥克尼爾/萊勒製作組曾在1995和1999年兩度計劃增設深夜版節目，曾分別計劃與華爾街日報電視和《紐約時報》在製作和新聞採編上合作，但兩次計劃均未成行。
麥克尼爾在1995年10月20日退休，萊勒成為節目的唯一主播，節目在10月23日更名為《新聞一小時 主播：吉姆·萊勒》（The NewsHour with Jim Lehrer）。查萊恩·亨特-高特隨後在1997年6月離開節目組。1999年10月4日，格溫·艾佛加入欄目組，成為節目新通訊員，也成為美國全國晚間新聞的一名女性主播。
1996年1月16日，節目在PBS網站上開設官方頁面。1999年5月17日，節目更換包裝，主題曲改編。2000年1月17日至2003年4月22日間，節目與美國在線簽訂三年協議，在節目結尾顯示「美國在線關鍵詞：PBS”（America Online Keyword: PBS）。
2003年，節目的專題報道《失業恢復：無就業人口》獲皮博迪獎。
2006年5月17日，節目進行多年來第一次大改版，更換包裝，並啓用改編的主題曲。2007年12月17日，節目實現高清製作，成為繼《NBC夜間新聞》之後第二個實現高清製作的晚間全國新聞節目，節目在標清電視頻道播出時會在畫面上下加黑邊。

### 《PBS新聞一小時》

#### 吉姆·萊勒離開、雙主播模式（2009–2013）

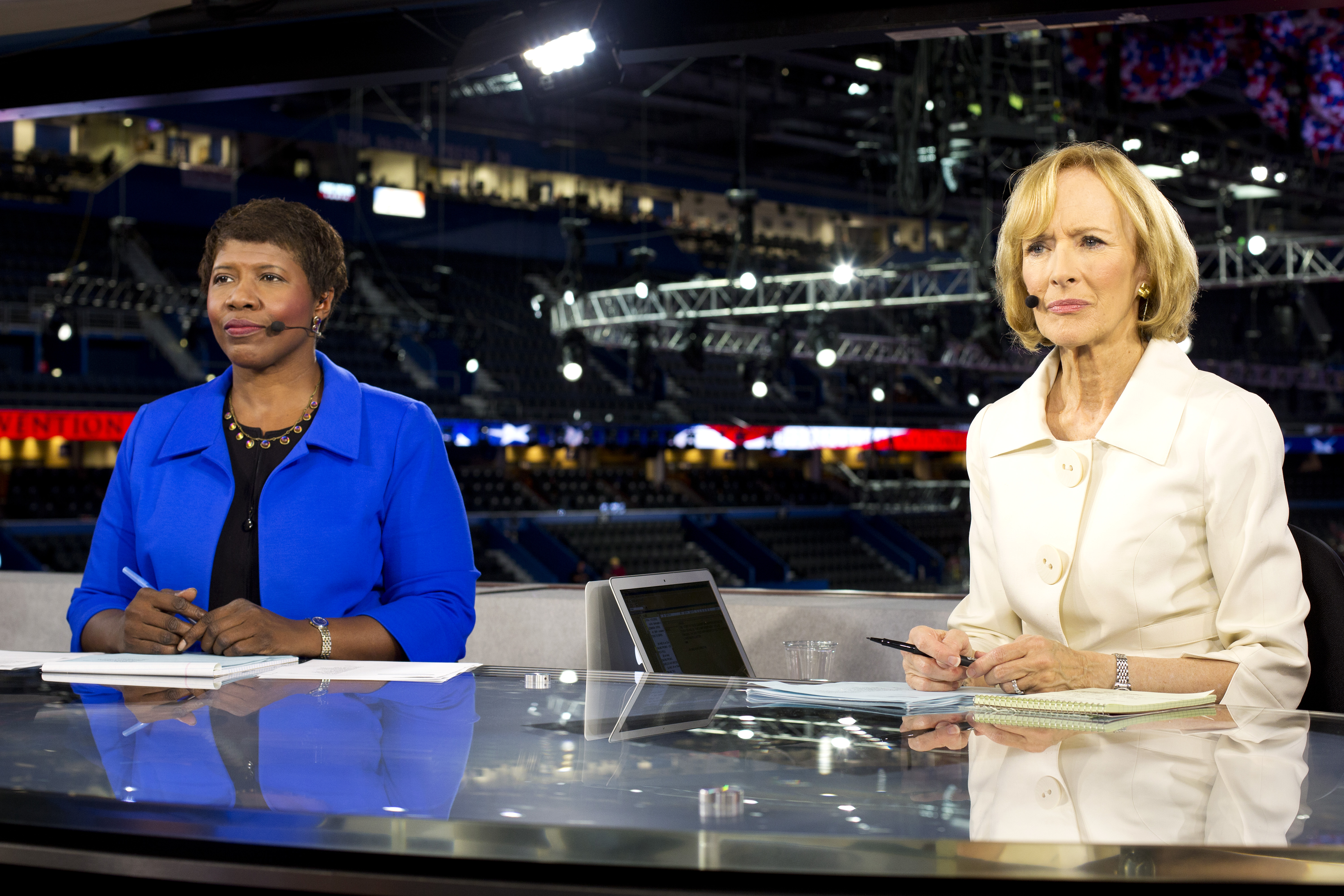
格溫·艾佛和朱迪·伍德拉夫在2012年共和黨全國代表大會上

2009年5月11日，PBS宣佈節目將在同年12月7日改版，節目標題改為《PBS新聞一小時》（PBS NewsHour），並改為雙主播模式，萊勒稱這是他進入退休的第一步。此外，節目網站進一步與節目本身整合。
2010年9月27日，節目獲得第31屆新聞和紀錄片艾美獎主席獎，麥克尼爾、萊勒、克里斯特爾和前執行製作人琳達·溫斯洛代表節目組領獎。
萊勒在2011年6月6日正式結束欄目常駐主播任期。此後他偶爾在週五主持節目，一般負責和馬克·希爾茲和大衛·布魯克斯主持政治分析環節，直至2011年12月30日。

#### 製作移交、擴展至週末、西部版（2013年至今）

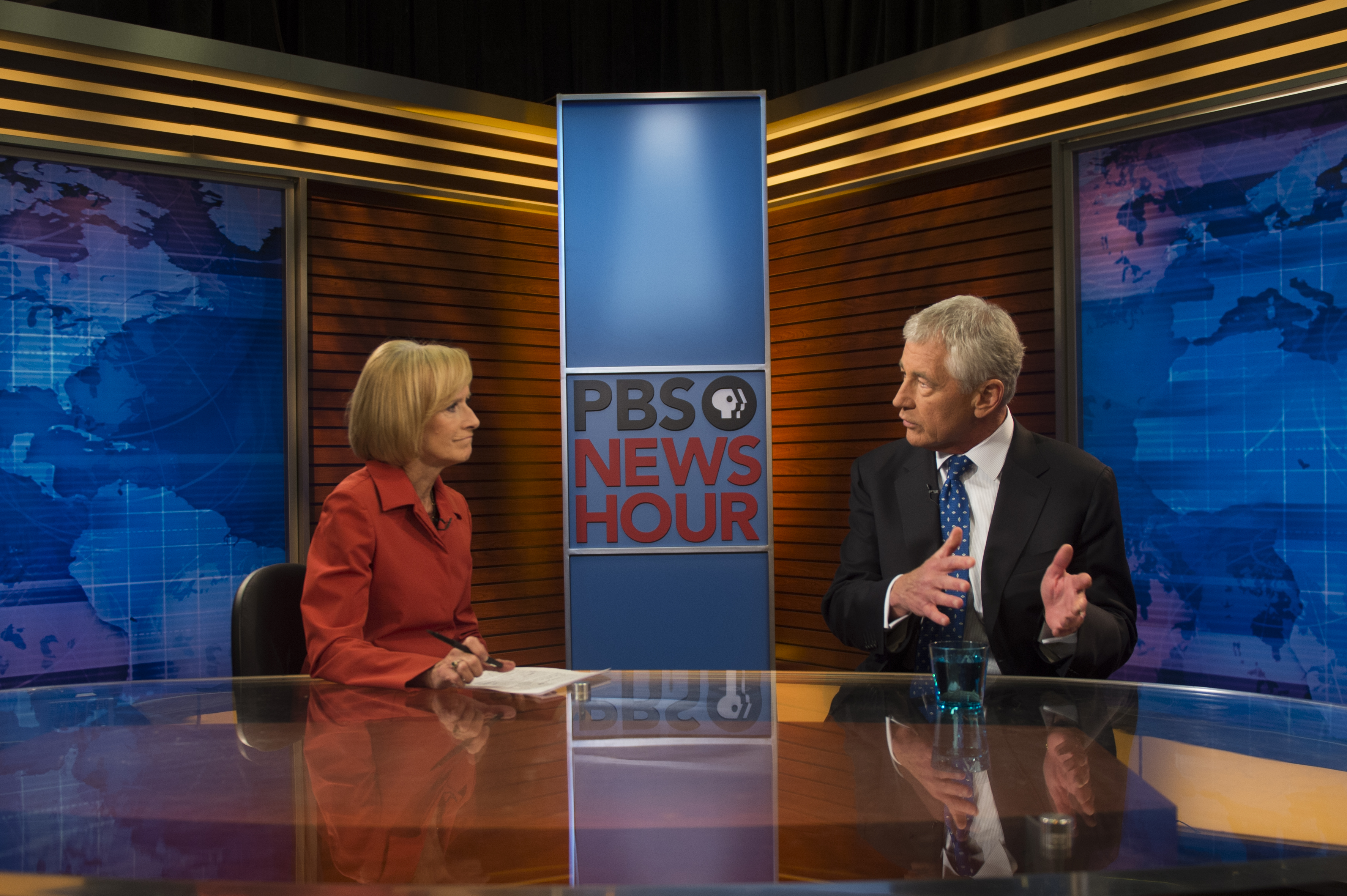
朱迪·伍德拉夫在2013年9月18日訪談美國國防部長查克·哈格爾

2013年8月6日，朱迪·伍德拉夫和格溫·艾佛宣布将共同接任節目主播和主編，兩人在週一至週四共同主持，週五則由伍德拉夫單獨主持，艾佛主持同樣在週五晚間製作的政論節目《本周華盛頓》。这一安排从9月9日开始。
一直以來，《PBS新聞一小時》只在週一至週五播出。2013年3月，節目開始計劃拓展至週六和周日播出。2013年9月7日，週末版《PBS新聞一小時》首播，由哈里·斯里尼瓦森主持，時長半小時，不過節目標題是《PBS週末新聞一小時》，反映WNET附屬台長期以來對節目製作的參與。在2022年3月27日之前，週六和周日的節目一直在紐約曼哈頓林肯中心的蒂施/WNET演播室播出。
2013年10月8日，麥克尼爾/萊勒製作組在2013年10月8日致信員工說，製作組所有權將移交給WETA附屬台，萊勒和麥克尼爾在信中解釋原因稱，兩人離任節目主播後對節目製作的參與減少，以及「提高籌措資金的可能性”。WETA董事會在2014年6月17日同意接收，同年7月1日生效。自此，由WETA全資擁有的「新聞一小時製作有限責任公司」（NewsHour Productions, LLC）接管節目制作，並獲得麥克尼爾/萊勒製作組的檔案和計劃。《PBS週末新聞一小時》則不受該移交的影響，繼續由WNET制作。
2015年7月20日，工作日版《PBS新聞一小時》更換視覺設計，啓用埃里克·西格爾和喬治·艾利森設計的極簡風格演播室，融入了PBS的人像圖標。節目也啓用新的包裝，由特萊卡設計集團設計，音樂由埃德·卡勒霍夫創作，融入了原曲中的九音符「問與答」旋律，並包含了曾在卡勒霍夫所創作的《晚間商業報道》2002年至2010年主題曲中使用的旋律。《PBS週末新聞一小時》則在2015年8月29日更換包裝，改用同一首主題曲。
2016年晚春期間及11月份，因乳腺癌和子宮內膜癌晚期，艾佛曾短暫請假（2016年美國總統選舉期間，曾缺席11月8日的節目）接受治療。2016年11月14日艾佛去世，當晚的《PBS新聞一小時》播出特別環節，報道艾佛對新聞業的影響，並播出伍德拉夫、斯里尼瓦森、前同事和節目捐獻者的致敬。此後，節目曾在2017年1月至3月間邀請特約主播參與，但最終伍德拉夫實質上成為節目唯一主播。
2018年，節目播出《塑料問題》報道，此後在2019年獲頒發皮博迪獎。
2019年10月14日，《PBS新聞一小時》推出西部版（PBS NewsHour West），在PBS設於菲尼克斯亞利桑那州立大學沃爾特·克朗凱特新聞和大眾傳播學院的分局製作，在原節目的基礎上增加該分局自行製作的新聞簡訊，包含節目首播後的最新消息，由史蒂芬妮·施播報，面向美國西部觀眾、網絡觀眾和東部收看重播版的觀眾。
2022年4月2日，週末版的節目移交給WETA附屬台製作，與工作日版使用同一演播室，節目標題改為《PBS週末新聞》（PBS News Weekend），略去了「Hour」以反映其較短的播出時長，主播斯里尼瓦森則被NBC新聞和MSNBC通訊員傑夫·貝內特接替。此次移交是為了優化節目製作和新聞採編資源，讓週末和工作日的節目可以共用通訊員，並與華盛頓WETA的節目《本週華盛頓》共用資源。與此同時，工作日的節目開始播出文化藝術相關的報道。
2022年5月13日，伍德拉夫向節目組員工稱，將在年底離任節目主播，但她仍計劃負責節目較長的報道，並為WETA製作特別策劃，最早持續到2024年美國總統選舉。傑夫·貝內特和阿姆納·納瓦茲將接替節目主播。

## 節目製作及收視率

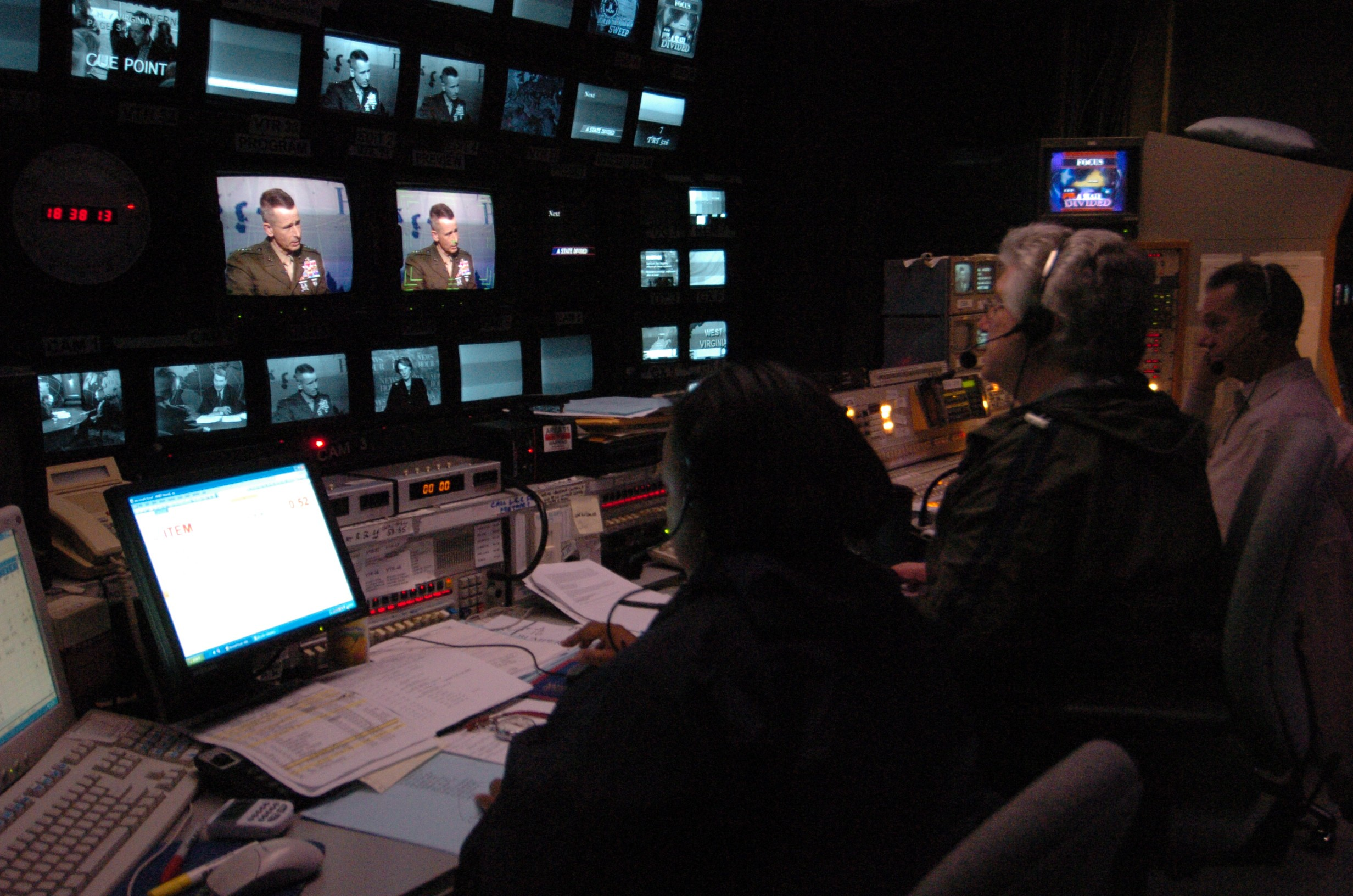
節目控制室場景，當時正在訪談彼得·佩斯將軍（2005年11月7日）

節目的特點是在公共電視中播出，節目中間沒有廣告，但在節目前後有企業形象宣傳片，在進行地方募捐時還會播出請求觀眾向PBS成員台或成員電視網捐款的片段，這一時期沒有募捐計劃的成員台則用舊新聞片段替代。
與商業電視網的新聞節目相比，《PBS新聞一小時》刻意調整節奏，以便更深入地報道新聞和專題報道。節目的頭條新聞會詳盡報道，之後播出約6至7分鐘的新聞提要，簡要梳理國內外重要新聞，國際新聞常出現ITN通訊員採編的報道選編。之後一般有3至4條較長的新聞，每段通常為6至12分鐘，深入分析前面提到的部分新聞事件，並有專家、新聞當事人或評論員參與討論。節目曾包含一段主播評述，但近年被刪減，伍德拉夫和艾佛接任主播後，這一環節主要作為節目最後的「簡短但廣闊」（Brief, but Spectacular）環節播出。
每逢週五，節目設立政治分析和評論環節，由兩名常駐供稿人參與討論和分析，分別來自民主黨和共和黨，並有一名高級通訊員主持。2021年1月開始，參與者通常為《華盛頓郵報》專欄作家喬納森·卡普哈特和《紐約時報》專欄作家大衛·布魯克斯，兩人缺席時的代班分析員則包括大衛·格根、托馬斯·奧利芬特、里奇·勞瑞、威廉·克里斯托、拉梅什·龐努魯、露絲·馬庫斯、邁克爾·格森、大衛·科恩和E.J.迪翁。每週一也有類似環節「週一政治」，播出供稿人艾米·沃爾特（《庫克政治報道》全國編輯）和塔瑪拉·基思（NPR華盛頓特區通訊員）的政治分析和評論。
節目網站的信息稱，2022年上半年，工作日每晚節目觀眾平均約200萬人，《PBS週末新聞》每晚觀眾平均約75萬人，節目月平均線上觀眾數超過2700萬人。

### 榮譽牆環節
2003年美國入侵伊拉克后，2003年3月31日，節目增加「榮譽牆」環節，無聲顯示伊拉克陣亡的美軍士兵照片、軍銜和家鄉。2006年1月4日，加入阿富汗陣亡士兵的信息。隨著阿富汗戰爭結束，節目在2021年8月30日最後一次播出榮譽牆環節。

## 播出
節目在350多個PBS附屬電視台和附属網絡上播出，覆盖全美99%的觀眾。節目的音頻也在一些NPR廣播電台播放。節目也在每天深夜於美國公共電視台的數字子頻道世界頻道重播兩次。節目也通過美國之音等機構運營的衛星電視系統覆蓋全球各地。  
少數PBS附屬台和附屬網絡不轉播《PBS新聞一小時》，這是由於部分地區同時存在PBS主附屬台和次級附屬台，而主附屬台已經轉播《PBS新聞一小時》，例如新澤西州的NJ PBS網絡（WNET兼管NJ PBS及紐約的WLIW，WNET及WLIW播出《PBS新聞一小時》覆蓋紐約市；此外WHYY-TV則播出節目覆蓋費城）、加州聖貝納迪諾KVCR-DT、洛杉磯的KCET（KCET與亨廷頓比奇的KOCE-TV均隸屬南加州公共媒體集團，KCET為該區域的PBS主附屬台，向洛杉磯地區轉播本節目）、印第安納州加里的WYIN（WTTW為芝加哥指定市場區域（DMA）的PBS主附屬台，向該區域轉播本節目，而WYIN服務的印第安納西北部也在該區域內）。
此外，波士頓的主附屬台WGBH-TV在工作日晚轉播本節目，次級附屬台WGBX則在同日晚些時候重播本節目，週末則由WGBX轉播本節目。紐約市的情況則相反，次級附屬台WLIW在工作日及週末轉播本節目，主附屬台WNET則延時重播（工作日延時一小时，週末延時半小時）。舊金山的KQED及其姊妹廣播電台KQED-FM在工作日太平洋時間下午3:00（東部時間下午6:00）轉播東部播出的版本，太平洋時間下午6:00再轉播西部版。過去還存在另一少见情况：密爾沃基PBS的次級附屬台WMVT將本節目作為傍晚新聞時段的一個環節，與《晚間商業報道》、BBC世界新聞頻道和德國之聲的半小時國際新聞節目在同一時段播出，這是由於主附屬台WMVS的兒童節目及本地利益節目增加，這一安排在PBS兒童台開播後取消。
節目也通過美國軍中廣播向海外美軍播出，通過天空英國的ABN TV向英國播出（早上6:00），通過SBS頻道向澳大利亞播出（周二至周六下午1:00），通过Face TV向新西蘭播出（周二至周六晚）。

### 線上播出
PBS新聞一小時節目在YouTube頻道上直播，西部版也在東部時間晚上9:00（太平洋時間下午6:00）直播。PBS新聞週末還會在美國東部時間周六和周日下午5:00在YouTube頻道上直播。  

## 外部連結
- 官方网站
- .   [2016-02-21]. （原始内容存档于1999-05-08）.
- .   [2016-02-21]. （原始内容存档于1997-06-05）.